# Château de Salmaise
Le château de Salmaise est un château médiéval situé à Salmaise (Côte-dOr) en Bourgogne-Franche-Comté.

## Localisation
Le château de Salmaise est bâti au centre du village sur un éperon barré protégé à l'est par deux fossés taillés dans le roc.

## Historique
Les origines semblent abbatiales. En 1003, le duc Hugues fait don « à Notre Dame et à Saint-Bénigne », de ses biens de Salmaise et Présilly. En 1020, Galon, comte d'Auxois et de Duesmois, lègue son héritage au prieuré de Salmaise. En 1030, Humbert Ier, sire de Salmaise, donne au prieuré Notre-Dame, un domaine à Salmaise avec un serf et sa famille. En 1123, Mille de Frolois donne à Saint-Bénigne le moulin situé en dessous de son château avec une serve et ses fils[réf. souhaitée]. 
Le 5 février 1305, Hugues du Sauvement, bailli d’Auxois, réclame à Étienne de Mont-Saint-Jean la remise du château de Salmaise au duc Robert de Bourgogne. Celui-ci s'exécute, mais en 1334 ses héritiers tiennent les châteaux de Mont-Saint-Jean, Salmaise, Mothe-Otoisey et leur maison de Morrey en fief lige du duc. Le château passe ensuite aux mains de Mathieu Bedey en 1335, Jean de Frôlois en 1348, Oudot de Sauvigny en 1359. Il revient en 1371 à Marguerite de Frôlois. En 1373, la tour Neuve, appelée dame Laurence est rénovée. De 1408-1409, travaux du pont qui précède le berle[Quoi ?] du château. De 1415 à 1417 est construit un étage et reprise des mâchicoulis d’une tour. En 1444, le château revient en fief du duc à Guillaume Dubois puis en 1474 à son fils Antoine[réf. souhaitée]. 
En 1478, Louis XI donne à Philippe de Hochberg, maréchal de Bourgogne, les terres et seigneuries de Montbard et Salmaise pour services rendus à l'État et Charles, roi de France, confirme ce don en 1483. Le 12 avril 1578 Henri III remet Salmaise à Françoise d'Orléans. Le château est pris en 1592 par le vicomte Jean de Tavannes, lieutenant en Bourgogne du duc de Mayenne. À partir de 1690, le château et ses terres passent à divers propriétaires qui laissent les bâtiments à l'abandon. En 1727 il est réputé « ruiné depuis plus de 100 ans » et en 1791, il n'existe plus que des « vestiges d’ancien murs dans lesquels se trouve une chènevière de la continence de cent perches et une chambre qui menace ruine de toute part »[réf. souhaitée].

## Architecture
Le corps de logis principal occupe le flanc sud de l'éperon alors que les communs occupent le flanc du fossé à l'est en arc de cercle ; le flanc nord est protégé par un parapet qui suit les irrégularités du rocher. D'ouest en est, le corps de logis principal se compose d'une tour rectangulaire, d'un bâtiment à quatre portées de charpente et d'une grange formant angle entre le logis et le fossé. La tour, qui se compose d’un rez-de-chaussée et un étage carré, est percée de fenêtres à croisée au sud et de fenêtres à traverse au nord. Sa façade ouest porte une souche de cheminée polylobée et son angle nord-est est garni côté cour d'une tourelle d'escalier hors-œuvre qui la dépasse d'un étage[réf. souhaitée]. 
Le bâtiment central, à un étage carré, est ouvert au sud et à l’ouest par des croisées et des baies plus simples à l'est. La façade sur cour ne présente pas d’élément médiéval notable. Les communs qui dominent les fossés sont largement ouverts sur la cour et aveugles sur l'extérieur. Le soubassement du bâtiment nord donne accès à une canonnière et à une poterne ouverte à l'extrémité nord du fossé. Au milieu de la cour, une chapelle romane a été démontée et rebâtie entre 1987 et 1993. Devant la porte, récemment remontée, un premier fossé est en phase de comblement. Le second fossé, plus à l'est, n'est plus qu'une légère dépression[réf. souhaitée].
La chapelle est inscrite aux monuments historiques par arrêté du 25 septembre 1928 et le reste de l'ancien château par arrêté du 26 novembre de la même année.